# Кузнецов, Юрий Иванович (строитель)
Юрий Иванович Кузнецов (1926—2006) — советский  инженер-строитель и организатор строительства. Заслуженный строитель РСФСР (1978). Почётный гражданин города Пенза (1982).

## Биография
Родился 27 ноября 1926 года в городе Пенза в семье служащих.
С 1940 года начал обучение в Пензенском ремесленном училище. С 1941 года, после начала Великой Отечественной войны, в возрасте пятнадцати лет, Ю. И. Кузнецов начал свою трудовую деятельность в должности токаря на Пензенском велосипедном заводе имени М. В. Фрунзе, в период войны завод занимался выпуском военной продукции, в частности боеприпасы для нужд фронта.  С 1944 года Ю. И. Кузнецов был призван в ряды Рабоче-Крестьянской Красной армии и направлен в действующую армию на фронт. Участник Великой Отечественной войны в составе  1-го Белорусского фронта, во время одного из боёв им было получено тяжёлое ранение, после чего находился на лечении в военных госпиталях.
В 1945 году Ю. И. Кузнецов был демобилизован из рядов Советской армии.  С 1946 по 1950 годы проходил обучение в Пензенском строительном техникуме. С 1950 по 1962 годы работал  в должностях — мастера, прораба, начальника участка и главного инженера, с 1962 по 1967 годы — начальника Строительно-монтажного управления №15  Строительного треста №48. С 1950 по 1954 годы в качестве квалифицированного строителя работал от своего Строительного треста на целинных землях Актюбинской области Казахской ССР.
С 1967 по 1969 годы был начальником Управления капитального строительства Пензенского городского исполнительного комитета Совет народных депутатов. С 1969 по 1992 годы, в течение двадцати трёх лет Ю. И. Кузнецов был руководителем  Строительного треста «Пензпромстрой». «За большой вклад в строительную деятельность» Указом Президиума Верховного Совета СССР  И. В. Кулябин был награждён  Орденом «Знак Почёта» и Орденом Трудового Красного Знамени.
В 1978 году Указом Президиума Верховного Совета РСФСР «За заслуги в области строительной отрасли» Ю. И. Кузнецову было присвоено почётное звание — Заслуженный строитель РСФСР.  
17 февраля 1982 года «за большой вклад в развитие города Пенза» Ю. И. Кузнецову было присвоено почётное звание — Почётный гражданин города Пенза.
С 1992 года вышел на заслуженный отдых, жил в городе Пенза.
Скончался 4 февраля 2006 года в Пензе.

## Награды
Основной источник:
- Орден Отечественной войны II степени (1977[3])
- Орден Трудового Красного Знамени
- Орден «Знак Почёта»
- Медаль «За победу над Германией в Великой Отечественной войне 1941—1945 гг.»

### Звания
- Заслуженный строитель РСФСР (1978)
- Почётный гражданин города Пенза (17.02.1982 № 84/1[2])